# アルフレッド・ノーベル
アルフレッド・ベルンハルド・ノーベル（スウェーデン語: Alfred Bernhard Nobel [ˈǎlfrɛd nʊˈbɛlː] ( 音声ファイル), 1833年10月21日 - 1896年12月10日）は、スウェーデンの化学者、発明家、実業家。「可能な限りの最短時間でかつてないほど大勢の人間を殺害する方法を発見し、富を築いた人物」と評価されている。人的資源の保護にも努めていた。
ボフォース社を単なる鉄工所から兵器メーカーへと発展させた。350もの特許を取得し、中でもダイナマイトが最も有名である。ダイナマイトの開発で巨万の富を築いたことから、「ダイナマイト王」とも呼ばれた。
遺産を「ノーベル賞」の創設に使用させた。自然界には存在しない元素ノーベリウムはノーベルの名をとって名付けられた。ディナミット・ノーベルやアクゾノーベルのように現代の企業名にも名を残している（どちらもノーベルが創業した会社の後継）。

## 生涯
スウェーデンのストックホルムにて、建築家で発明家のイマヌエル・ノーベル (1801 – 1872) とカロリナ・アンドリエッテ・ノーベル (1805 – 1889) の4男として生まれた。両親は1827年に結婚し、8人の子をもうけた。一家は貧しく、8人の子のうち成人したのはアルフレッドを含む4人の男子だけだった。父方の先祖にスウェーデンの科学者オラウス・ルドベック (1630 – 1702) がいる。幼少期から工学、特に爆発物に興味を持ち、父からその基本原理を学んでいた。

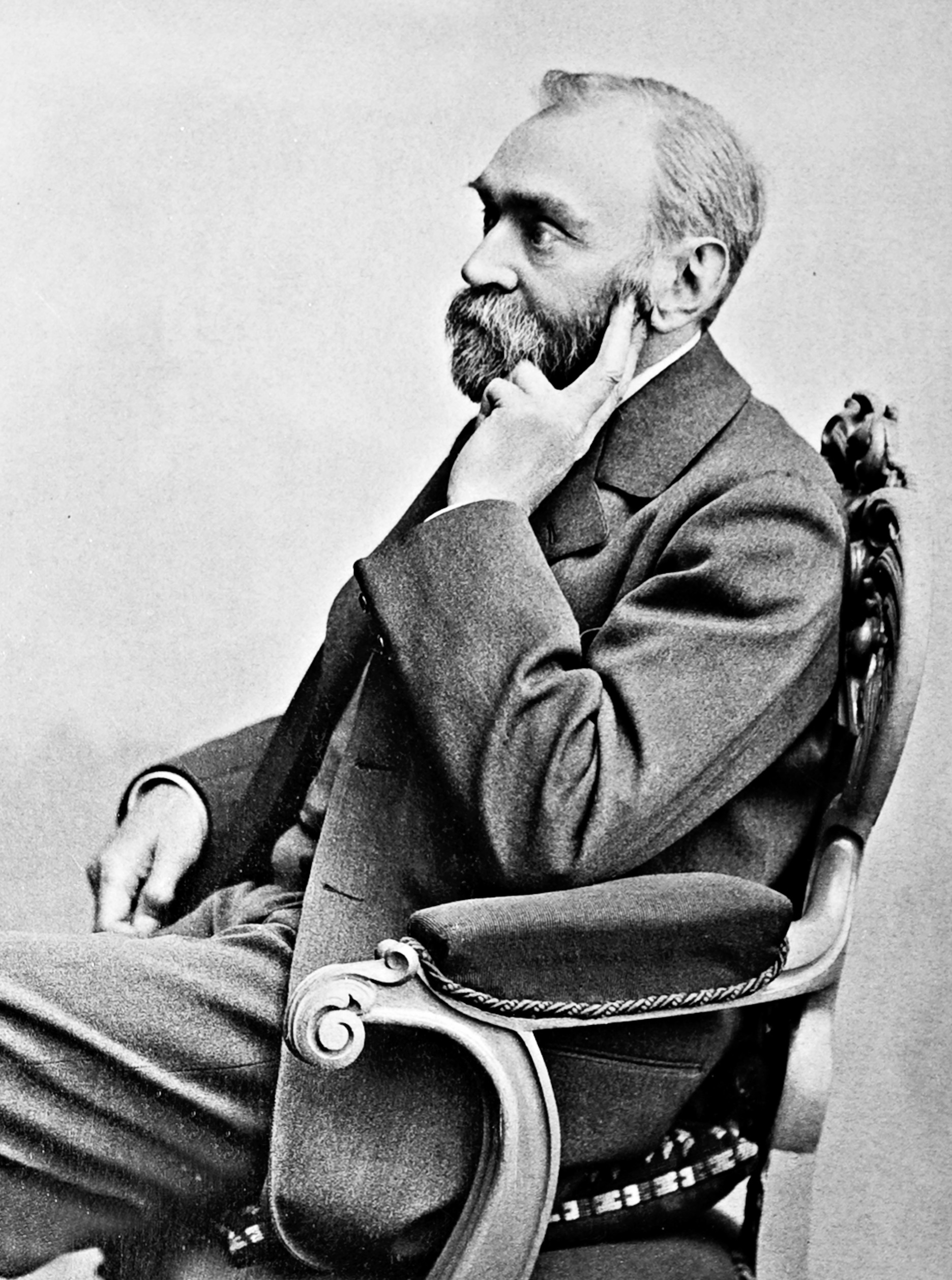

事業に失敗した父は1837年、単身サンクトペテルブルクに赴き、機械や爆発物の製造で成功。合板を発明し、機雷製造を始めた。1842年、父は妻子をサンクトペテルブルクに呼び寄せた。裕福になったため、アルフレッドには複数の家庭教師がつけられ、特に化学と語学を学んだ。そのため英語、フランス語、ドイツ語、ロシア語で流暢に会話できるようになった。学校に通っていたのはストックホルムでの1841年から1842年にかけての18カ月間だけだった。

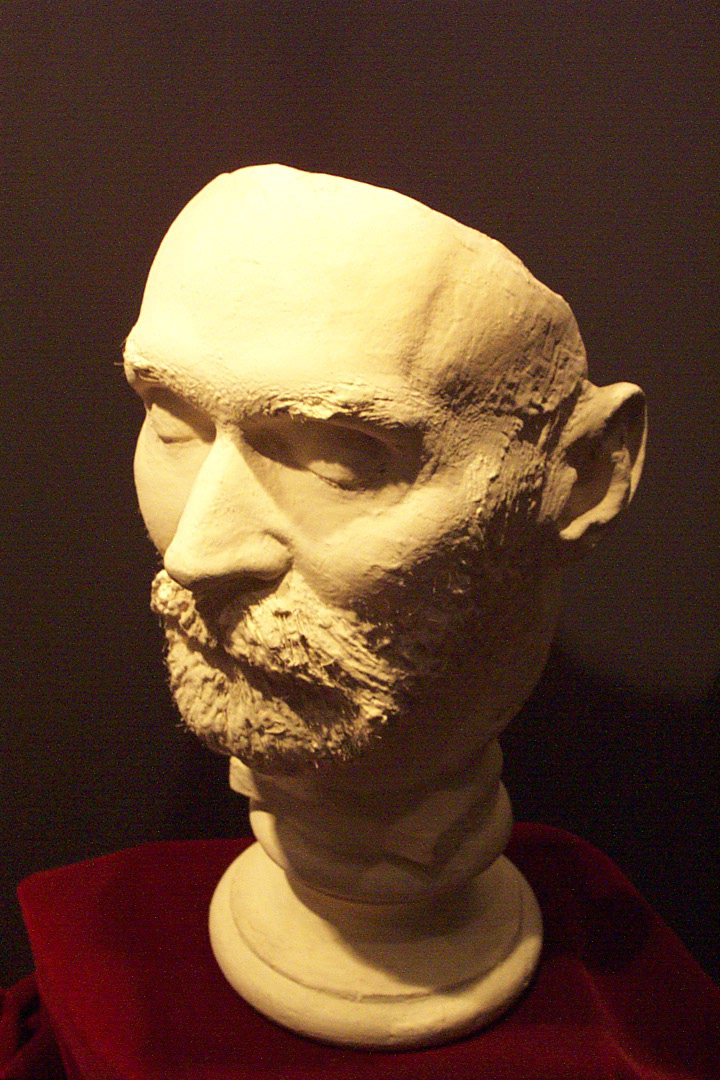
ノーベルのデスマスク

化学の家庭教師として雇われたのは化学者ニコライ・ジーニンである。その後化学をさらに学ぶため、1850年にパリに行き、テオフィル＝ジュール・ペルーズの科学講座を受講している。翌年にはアメリカに渡って4年間化学を学んだ。そこで短期間だが発明家ジョン・エリクソンに師事している。その後、父の事業を手伝う。最初の特許を出願したのは1857年のことで、ガスメーターについての特許だった。
クリミア戦争 (1853 – 1856) では兵器生産で大儲けをするが、戦争終結と同時に注文が止まったばかりでなく、軍がそれまでの支払いも延期したため事業はたちまち逼迫し、父は1859年に再び破産する。父は工場を次男のルドヴィッグ・ノーベル (1831 – 1888) に任せ、アルフレッドと両親はスウェーデンに帰国した。なお、ルドヴィッグは受け継いだ工場を再開して事業を発展させた。アルフレッドは爆発物の研究に没頭し、特にニトログリセリンの安全な製造方法と使用方法を研究した。アルフレッド本人がニトログリセリンのことを知ったのは1855年のことである（テオフィル＝ジュール・ペルーズの下で共に学んだアスカニオ・ソブレロが1846年に発明）。この爆薬は狙って爆発させることが難しいという欠点があったので起爆装置を開発。1862年にサンクトペテルブルクで水中爆発実験に成功。1863年にはスウェーデンで特許を得た。1865年には雷管を設計した。ストックホルムの鉄道工事で使用を認められるが、軍には危険すぎるという理由で採用を拒まれる。
1864年9月3日、爆発事故で弟エミール・ノーベルと5人の助手が死亡。アルフレッド本人も怪我を負う。この事故に関してはアルフレッド本人は一切語っていないが、父イマヌエルによればニトログリセリン製造ではなくグリセリン精製中に起きたものだという。この事故で当局からストックホルムでの研究開発が禁止されたためハンブルクに工場を建設。ニトログリセリンの安定性を高める研究に集中した。また合成者のアスカニオ・ソブレロに対し充分な対価を支払った。1866年、不安定なニトログリセリンをより安全に扱いやすくしたダイナマイトを発明。彼の莫大な利益を狙うシャフナーと名乗る軍人が特許権を奪おうと裁判を起こしたがこれに勝訴し、1867年アメリカとイギリスでダイナマイトに関する特許を取得する。しかしシャフナーによる執拗な追及はその後も続き、アメリカ連邦議会にニトロの使用で事故が起きた場合、責任はアルフレッドにあるとする法案まで用意されたため、軍事における使用権をシャフナーに譲渡。
1871年、珪藻土を活用しより安全となった爆薬をダイナマイトと名づけ生産を開始。50カ国で特許を得て100近い工場を持ち、世界中で採掘や土木工事に使われるようになり、一躍世界の富豪の仲間入りをする。1875年、ダイナマイトより安全で強力なゼリグナイトを発明。1887年にはコルダイトの元になったバリスタイトの特許を取得している。
1878年、兄ルドヴィッグとロバートと共に現在のアゼルバイジャンのバクーでノーベル兄弟石油会社を設立。この会社は1920年にボリシェヴィキのバクー制圧に伴い国有化されるまで存続した。
1884年、スウェーデン王立科学アカデミーの会員に選ばれた。また同年、フランス政府からレジオン・ド・ヌール勲章を授与される。さらに1893年にはウプサラ大学から名誉学位を授与された。
1890年、知人がノーベルの特許にほんのわずか変更を加えただけの特許をイギリスで取得。ノーベルは話し合いでの解決を希望したが、会社や弁護士の強い意向で裁判を起こす。しかし1895年最終的な敗訴が確定する。
1891年、兄ルドヴィッグと母の死をきっかけとして、長年居住していたパリからイタリアのサンレーモに移住。
1895年、持病の心臓病が悪化しノーベル賞設立に関する記述のある有名な遺言状を書く。病気治療に医師はニトログリセリンを勧めたが、彼はそれを拒んだ。1896年12月7日、サンレーモにて脳溢血で倒れる。倒れる1時間前までは普通に生活し、知人に手紙を書いていた。倒れた直後に意味不明の言葉を叫び、かろうじて「電報」という単語だけが聞き取れたという。これが最後の言葉となった。急ぎ親類が呼び寄せられるが、3日後に死亡した。死の床にも召使いがいただけで、駆けつけた親類は間に合わなかった。現在、ノーベルはストックホルムのNorra begravningsplatsen（北の墓地）に埋葬されている。

## 私生活
ヨーロッパと北米の各地で会社を経営していたため、各地を飛び回っていたが、1873年から1891年まで主にパリに住んでいた。孤独な性格で、一時期はうつ病になっていたこともある。生涯独身であり、子供はいなかった。伝記によれば、生涯に3度恋愛したことがある。最初の相手はロシアの娘アレクサンドラだが、彼のプロポーズを拒絶した。
1876年には結婚相手を見つけようと考え、女性秘書を募集する広告を5ヶ国語で出し、5ヶ国語で応募してきたベルタ・キンスキーという女性を候補とする。しかしベルタには既にアルトゥール・フォン・ズットナーという婚約者がおり、ノーベルの元を去ってフォン・ズットナーと結婚した。この2人の関係はノーベルの一方的なものに終わったが、キンスキーが「武器をすてよ」などを著し平和主義者だったことが、のちのノーベル平和賞創設に関連していると考えられている。そして1905年に女性初のノーベル平和賞を受賞。

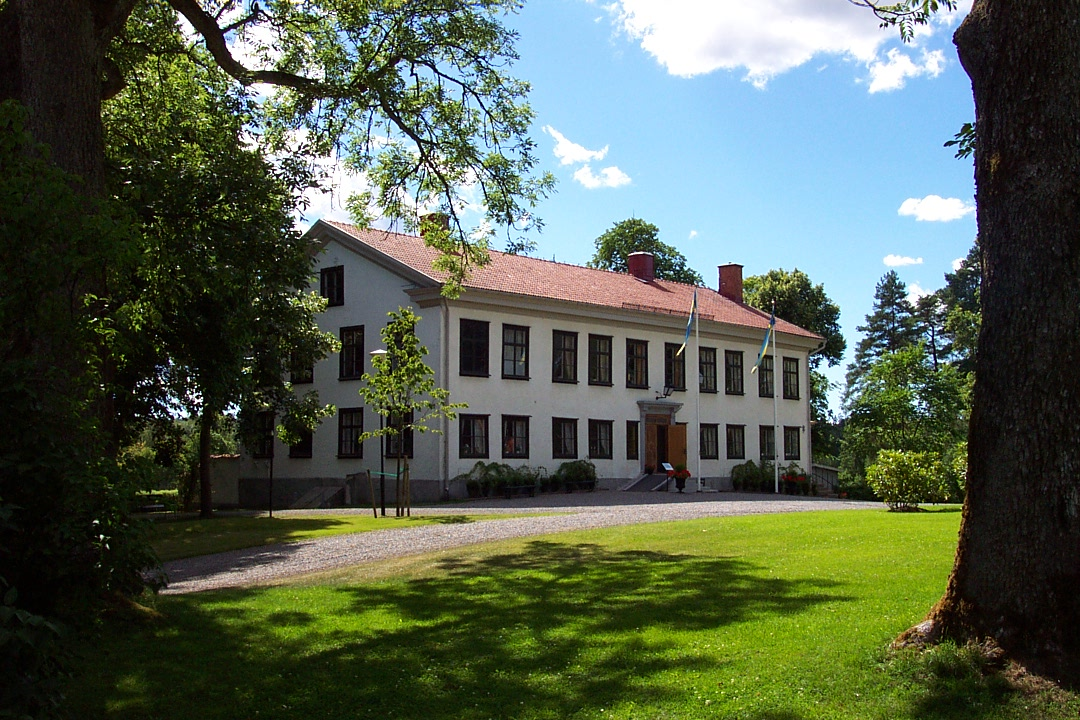
ノーベルが晩年に使用していたスウェーデンのマナー・ハウス。ボフォース社が所有

また同じく1876年、当時20歳のゾフィー・ヘス（Sofie Hess）と出会い、交流が始まる。ゾフィーとの関係は18年間続き、218通の手紙を残した。しかし1891年に、ゾフィーが他の男（ハンガリー人の騎兵隊の将校）の子供を宿していることが分かり2人の関係は急速に冷えた。ゾフィーはこの子供の父親と結婚。ノーベルの死後、ゾフィーはこれらの手紙をノーベル財団に高額で買い取らせることに成功したためすべてが残っており、またノーベル財団により1955年から公開もされている。ゾフィーはこの手紙の売却で巨万の富を得ている。
正式な高等教育を受けていないが、ノーベルは母語であるスウェーデン語に加えて、英語、フランス語、ドイツ語、イタリア語、ロシア語が堪能だった。また少年時代から文学に関心を持っており、特にバイロンとシェリーの詩に熱中して自らも詩を書いていたが、それらのほとんどは晩年に破棄された。最晩年に書き上げた戯曲「ネメシス」という作品はベアトリーチェ・チェンチを主人公としたストーリーで、シェリーの『チェンチ』が着想の一部になっている。これはノーベルが亡くなったころ印刷されていたが、スキャンダラスで冒涜的な内容だったことから3部だけ残して全て廃棄された。残っていたものをベースとして2003年、スウェーデンで2言語版（スウェーデン語とエスペラント）が出版され、その後スロベニア語やフランス語に翻訳された。2010年にはロシアで新たな2言語版（ロシア語とエスペラント）が出版されている。

## 発明
ニトログリセリンの衝撃に対する危険性を減らす方法を模索中、ニトログリセリンの運搬時に緩衝材として使用していた珪藻土とニトログリセリンを混同させ粘土状にしたものが爆発威力を損なうことなく有効であることがわかり、1867年ダイナマイトの特許を取得した。同年イングランドのサリーにある採石場で初の公開爆発実験を行っている。また、「ノーベル」の名は危険な爆薬と結びついていたため、そのイメージを払拭する必要があった。そのためこの新爆薬を「ノーベルの安全火薬」(Nobel's Safety Powder) と名付ける案もあったが、ギリシア語で「力」を意味する「ダイナマイト」と名付けることにした。
その後ノーベルはコロジオンなどに似た様々なニトロセルロース化合物とニトログリセリンの混合を試し、もう1つの硝酸塩爆薬と混合する効果的な配合にたどり着き、ダイナマイトより強力な透明でゼリー状の爆薬を生み出した。それをゼリグナイトと名付け、1876年に特許を取得した。それにさらに硝酸カリウムや他の様々な物質を加えた類似の配合を生み出していった。ゼリグナイトはダイナマイトより安定していて、掘削や採掘で爆薬を仕掛けるために空ける穴に詰めるのが容易で広く使われたため、ノーベルは健康を害したがそれと引き換えにさらなる経済的成功を得た。その研究の副産物として、ロケットの推進剤としても使われている無煙火薬のさきがけともいうべきバリスタイトも発明している。

## 遺産とノーベル賞

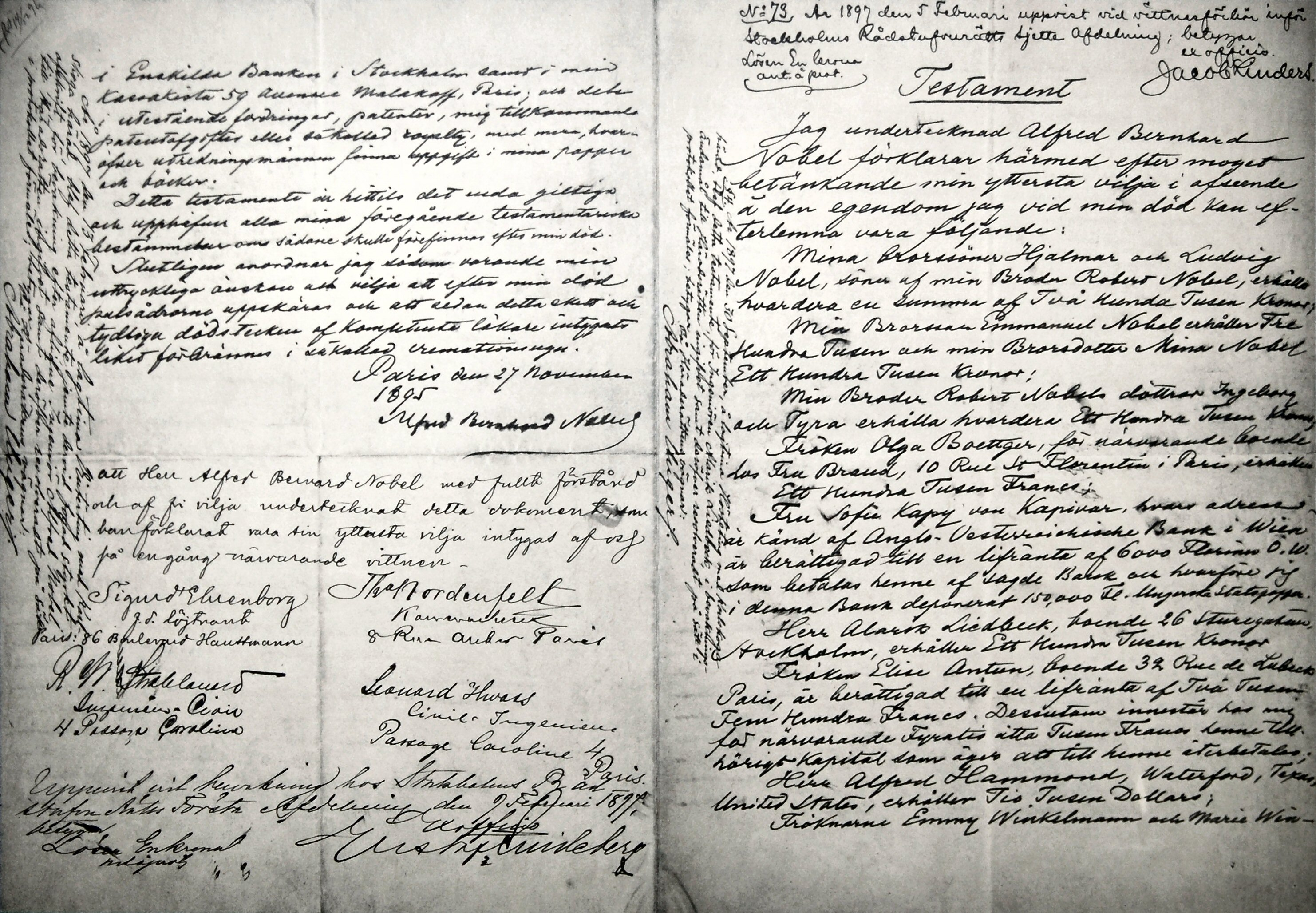
アルフレッド・ノーベルの遺言書（1895年11月27日署名）

1888年4月12日、カンヌを訪れていた兄ルドヴィッグが死去。この時、ノーベルと取り違えて死亡記事を載せた新聞があり、見出しには「死の商人、死す」とあった。さらに本文には「アルフレッド・ノーベル博士：可能な限りの最短時間でかつてないほど大勢の人間を殺害する方法を発見し、富を築いたことに加え、人的資源の保護にも努めていた人物が昨日、死亡した」と書かれていた。ノーベルにとってダイナマイトが戦争で使われることは想定内であり、むしろ破壊力の大きな兵器は戦争抑止力として働くと予想していたが、実際には高性能爆薬の普及により戦争の激化を招いたことで世間的には「死の商人」というイメージが広まっていた。これらのことからノーベルは死後の評価を気にするようになったという。
1895年11月27日、財産の大部分をあてて国籍の差別なく毎年授与するノーベル賞を創設するとした遺言状に署名した。税と個人への遺産分を除いた全財産の94%、3122万5千スウェーデン・クローナを5部門のノーベル賞創設に割り当てている。これは当時の為替レートで168万7837ポンドに相当する。ノーベルの莫大な遺産の相続をめぐって、兄弟やその子達が当然のようにトラブルを起こしたために指名された相続執行人は苦労した。ノーベル本人は1890年に起こした訴訟の経験から弁護士を信用しておらず、直筆で自分だけで遺言状を書いたために遺書の内容には矛盾点が多く、このことも相続執行人を悩ませた。
遺言で賞を授与するとされた分野のうち最初の3つは物理学、化学、医学または生理学だった。4つめは「理想的な方向性の (in an ideal direction)」文学とされ、5つ目は軍縮や平和推進に貢献した個人や団体に贈るとされている。数学分野の賞は含まれていなかった（アーベル賞も参照）。ノーベル本人はこの賞に名はつけていないが、現在この賞は「ノーベル賞」と呼ばれている。
文学賞については "in an ideal direction"（スウェーデン語では i idealisk riktning）の解釈が問題となった。これについてスウェーデン・アカデミーは "ideal" を「理想主義的」（idealistic、idealistisk）と解釈したため、ヘンリック・イプセンやレフ・トルストイらが受賞できない結果となった。その後解釈は修正され、理想主義的ではないダリオ・フォやジョゼ・サラマーゴといった作家も受賞するようになった。
ノーベルは遺言状の内容について生前誰にも相談しなかったため、物理学賞や化学賞についても選考方針に解釈の余地があった。遺言状には、物理学における発明・発見、化学における発見・改良に賞を与えると記されていた。つまり工学的貢献も念頭にあったと見られるが、科学と工学の区別については何も記されていなかった。ノーベルが選考者に指定した組織は科学寄りだったため、それらの賞は工学者や発明家ではなく科学者に与えられるようになった。
2001年、ノーベルの兄弟のひ孫 Peter Nobel (b. 1931) がスウェーデン国立銀行に対して「アルフレッド・ノーベルを記念」した経済学者への賞を上述の5部門とは区別するよう依頼した。このことに現れているように、ノーベル経済学賞を「ノーベル賞」に含めるか否かについては議論がある。

## その他
現在もノーベルの名を冠する会社は欧州各地にあり、爆薬製造や化学工業を行っている。特にドイツのダイナミット・ノーベル社は、対戦車兵器パンツァーファウスト3やケースレスライフルH&K G11用弾薬など、現在も兵器の開発・製造を行っている。
日本の菓子製造会社で大阪市生野区に本社があるノーベル製菓はノーベルの名を冠しているが、ノーベル本人とは全くの無関係である。1949年に湯川秀樹がノーベル物理学賞を受賞した際にノーベルの登録商標を取得、1959年に社名をノーベル製菓に変更しているためで、ノーベル製菓の初代社長が湯川秀樹と交友関係であったことから単にノーベル賞に因んだ社名を付けただけである。